# Angus (film)
Pour les articles homonymes, voir Angus.
Pour plus de détails, voir Fiche technique et Distribution.
Angus est une comédie dramatique américaine réalisée par Patrick Read Johnson sur un scénario de Jill Gordon et sortie en 1995.
Le film a été tourné principalement à l'Owatonna High School (Owatonna - Minnesota). Il met en vedette Charlie Talbert et James Van Der Beek dans leurs premiers rôles au cinéma.

## Synopsis
Angus Bethune, adolescent ventripotent peu populaire, se retrouve choisi à sortir avec la jolie et populaire Melissa. Il apprend à être plus « cool » pour en être digne.

## Fiche technique
- Titre : Angus
- Réalisation : Patrick Read Johnson
- Scénario : Jill Gordon d'après une nouvelle de Chris Crutcher
- Musique : David E. Russo
- Photographie : Alexander Gruszynski
- Montage : Janice Hampton
- Production : Charles Roven et Dawn Steel
- Société de production : Atlas Entertainment, BBC, New Line Cinema, Quality Entertainment, Syalis, TF1, Tele München Fernseh Produktionsgesellschaft et Turner Pictures
- Société de distribution : New Line Cinema (États-Unis)
- Pays de production :  États-Unis,  Royaume-Uni,  France et  Allemagne
- Genre : comédie dramatique
- Durée : 90 minutes
- Dates de sortie : 
  - États-Unis : 15 septembre 1995
  - France : 17 juillet 1996

## Distribution
- Charlie Talbert (VQ : Olivier Visentin) : Angus Bethune
- Kathy Bates : Meg Bethune
- George C. Scott : Ivan Béthune, le grand-père
- James Van Der Beek (VQ : Joël Legendre) : Rick Sanford
- Chris Owen (VQ : Martin Pensa) : Troy Wedberg
- Ariana Richards : Melissa Lefevre
- Rita Moreno (VQ : France Castel): Madame Rulenska
- Wesley Mann (VQ : Marc Bellier) : Monsieur Kessler
- Robert Curtis Brown : Alexander
- Anna Thomas (VQ : Lisette Dufour) : April Thomas
- Kevin Connolly (VQ : Guy Jodoin) : Andy

Source et légende : Version québécoise (VQ) sur Doublage QC